# Artur Jurczak
Artur Jurczak (ur. 18 maja 1990) – polski futsalista, zawodnik z pola, obecnie gracz Pogoni 04 Szczecin.
Artur Jurczak swoją karierę w futsalu zaczynał od gry w Moto 46 Szczecin, z którym w sezonie 2009/2010 dotarł do finału Pucharu Polski, w którym jego drużyna przegrała z Hurtapem Łęczyca. Po dobrym występie w Pucharze Polski Jurczak został zawodnikiem występującej w ekstraklasie Pogoni 04 Szczecin. W sezonie 2012/2013 w barwach Pogoni ponownie przegrał w finale Pucharu Polski - tym razem z Rekordem Bielsko-Biała. Sezon później ze szczecińskim klubem wywalczył wicemistrzostwo Polski. Artur Jurczak występuje w reprezentacji Polski, wcześniej także w kategorii U-21.
Bramki w reprezentacji
| #  | Data              | Miejsce              | Przeciwnik | Wynik | Rozgrywki          |
| -- | ----------------- | -------------------- | ---------- | ----- | ------------------ |
| 1. | 7 czerwca 2013    | Newcastle, Anglia    | Anglia     | 2:1   | turniej towarzyski |
| 2. | 19 listopada 2013 | Krosno, Polska       | Białoruś   | 3:5   | turniej towarzyski |
| 3. | 4 stycznia 2014   | Zielona Góra, Polska | Walia      | 8:1   | turniej towarzyski |